# Myrtama
Myrtama, monotipski rod grmova iz porodice Tamaricaceae raširen po Aziji (Pakistan, Tadžikistan, Tibet, zapadna Himalaja i Xinjiang ).
Prvi puta opisan je kao Myricaria elegans, a vernakularno je poznat kao »elegantni lažni tamarisk« ili »lažni tamarisk«. To je listopadni grm koji naraste do pet metara visine. Raste bujno na visinama od 3 000-4 300 m uz potoke, obalne rijeke i pješčanim mjestima uz jezera. Cvate u lipnju i srpnju.
Dokazi iz DNK sekvenci i morfoloških znakova govore da Myicaria elegans ne treba stavljati ni u Myricaria ni Tamarix, već da se drži u svom vlastitom monotipskom rodu.

## Sinonimi
- Tamaricaria Qaiser & Ali
- Myricaria elegans Royle
- Myricaria elegans var. tsetangensis P.Y.Zhang & Y.J.Zhang
- Tamaricaria elegans (Royle) Qaiser & Ali
- Tamarix ladachensis B.R.Baum